# Taha Barwary
Taha Barwary, född 1962, en politiker från Irakiska Kurdistan som tidigare var minister i Kurdistans regionala regering (KRG). Han var medlem i det oppositionella nätverket Irakiska nationalkongressen 1992–2002. 2006 utsågs han till KRG:s minister för sport och ungdom (Minister of Sports and Youth, MOSY). Barwary bodde från 1982 i Sverige och har studerat statsvetenskap vid Stockholms universitet. Han har varit partiet KDP:s Sverigerepresentant i många år och var KRG:s representant i de nordiska länderna under perioden 1999–2009. 